# Drew Davis
Drew Davis, detto D.J. (Denver, 4 gennaio 1989), è un giocatore di football americano statunitense che milita nel ruolo di wide receiver nella National Football League (NFL) e dal 2015 è free agent. Al college ha giocato a football all’Università dell'Oregon.

## Carriera professionistica

### Atlanta Falcons
Dopo non essere stato selezionato nel Draft 2011, Davis firmò in qualità di free agent con gli Atlanta Falcons. Nella sua stagione da rookie non disputò alcuna partita mentre il suo debutto da professionista avvenne nella settimana 1 della stagione 2012 contro i Kansas City Chiefs. Il primo touchdown in carriera lo segnò nella settimana 8 contro i Philadelphia Eagles. Fu svincolato dopo la stagione 2014

## Statistiche
| Partite totali             | 38  |
| Partite totali da titolare | 3   |
| Yard su ricezione          | 256 |
| Touchdown su ricezione     | 3   |

Statistiche aggiornate alla stagione 2015